# غيتار غيبل
غيتار غيبل (بالإنجليزية: Guitar Gable)‏ هو مغني وكاتب أغاني أمريكي، ولد في 17 أغسطس 1937 في Bellevue, Bossier Parish, Louisiana ‏ في الولايات المتحدة، وتوفي في 28 يناير 2017 في أوبلوساس في الولايات المتحدة.

## وصلات خارجية
- غيتار غيبل على موقع ميوزك برينز (الإنجليزية)
- غيتار غيبل على موقع ديسكوغز (الإنجليزية)
- غيتار غيبل على موقع ديسكوغز (الإنجليزية)